# Alex Kidd: The Lost Stars
Alex Kidd: The Lost Stars est un jeu vidéo de plates-formes développé et édité par Sega, sorti en 1986 sur borne d'arcade puis adapté sur Master System en 1988. Le jeu a également été porté sur la console virtuelle de la Wii.

## Trame

### Univers
Dans Alex Kidd:The Lost Stars, le héros Alex Kidd évolue dans six mondes différents, accessibles par une porte magique à partir de sa planète natale du Bélier (Aries en anglais, Aries (アリエス星, Ariesu-sei)). Chaque monde met en scène un univers qui lui est propre : le monde des jouets, le monde des machines, le monde des prétentions (make believe en anglais), le monde aquatique, le monde des monstres et le corps du géant, pour mener dans l'endroit ultime : l'autel de Ziggarat. Les décors et ambiances diffèrent selon les mondes, donnant ainsi une atmosphère différente à chaque étape. Les ennemis ne dérogent pas à cette diversité, et le panel peut aller du jeu de cartes dans le monde des jouets aux sucs gastriques dans le corps du géant, en passant par les anguilles électriques du monde sous-marin, les robots dans le monde des machines ou encore des nudistes lançant des têtes de mort dans le monde des prétentions.

### Personnages
Le héros et personnage principal du jeu est Alex Kidd, prince héritier du Bélier, qui doit retrouver les étoiles de la constellation pour les rapporter dans le ciel. Après avoir vaincu Janken le Grand et ramené le roi de Radaxian sur le trône dans le premier opus, Alex Kidd reprend du service pour cette nouvelle mission.
Le principal antagoniste du jeu est une créature malfaisante du nom de Ziggarat, qui avait dérobé les étoiles du ciel il y a plus de cinq mille ans. Après avoir été défait par un certain Halifax Kidd, ancêtre d'Alex, Ziggarat avait prévenu qu'il reviendrait achever sa besogne. C'est ce qui survient aujourd'hui, poussant Alex Kidd à suivre les traces de son ancêtre.
Le jeu lui-même ne mentionne ni ne montre aucun autre personnage, les cinématiques et dialogues étant absents de ce jeu. Cependant, le manuel d'utilisation nous révèle que l'histoire de Ziggarat et d'Halifax Kidd est contée à Alex Kidd par un vieux magicien du nom de Dalède, lequel vit au sommet du Mont Éternel. Ce dernier possède un ancien parchemin magique sur lequel est écrite cette épopée.

### Scénario

Symbole astrologique du Bélier, constellation objet de la quête d'Alex Kidd.

Après avoir vaincu le tyran Janken le Grand, Alex Kidd profite du retour de la paix dans le royaume pour partir explorer le Monde des miracles. Soudain, les douze étoiles de la constellation du Bélier disparaissent. En quête de réponses, Alex gravit le Mont Éternel, au sommet duquel il trouve un vieux magicien nommé Dalède lisant un ancien parchemin magique. Le sage lui apprend qu'il y a plus de cinq mille ans, une créature maléfique nommée Ziggarat avait déjà volé les douze étoiles avant d'être défait par un prince de sang royal nommé Halifax Kidd, un ancêtre d'Alex. Avant de s'enfuir, Ziggarat avait promis qu'il reviendrait achever son travail et dérober de nouveau les étoiles, ce qui arrive aujourd'hui. Alex questionne Dalède sur les lieux où il devra retrouver les étoiles, quand celui-ci fait apparaître une porte magique menant à six mondes différents.
Alex Kidd parcourt donc six mondes totalement hétéroclites, dans lesquels il retrouve six étoiles manquantes : le monde des jouets, des machines, des prétentions, aquatique, des monstres et enfin le corps du géant, tous jalonnés d'obstacles et d'ennemis qu'Alex devra éviter et vaincre. Une fois les six étoiles récupérées, Alex accède à l'autel de Ziggarat au fin fond de l'espace, d'où il parvient à éviter la créature et ainsi replacer les étoiles dans le ciel. Seulement, Ziggarat a fait en sorte que si l'on récupère les six premières étoiles, il faut une nouvelle fois parcourir les mêmes mondes pour récupérer les six étoiles suivantes. C'est ainsi qu'au bout de cette double quête, Alex Kidd parvient à récupérer les étoiles, les replacer dans le ciel et ainsi faire briller de mille feux la constellation du Bélier.

## Système de jeu

### Fonctionnement des niveaux
Le jeu est constitué d'une double quête quasiment identique, chacune composée de sept niveaux : les six premiers niveaux comprennent les six mondes dans lesquels sont cachées les étoiles, le septième étant la route vers l'autel de Ziggarat où il faut replacer les étoiles manquantes.
Alex Kidd:The Lost Stars est un jeu de plates-formes classique dans lequel le joueur incarne Alex Kidd. Le héros doit traverser de façon linéaire chacun des niveaux en sautant d'une plate-forme à une autre et en évitant certains obstacles et ennemis, dont certains de ces derniers peuvent être tués. Une fois parvenu au bout du niveau, Alex doit éviter un ennemi ou un obstacle plus importants, afin de passer un panneau de sortie (exit en anglais) menant à un réceptacle contenant une boule magique, laquelle permettra à Alex Kidd de replacer l'étoile perdue. Notons pour l'anecdote que le réceptacle du monde des machines n'est autre que le vaisseau Opa-Opa du jeu Fantasy Zone (la précédente mascotte de Sega avant Alex Kidd).
Le joueur doit traverser le niveau avant un temps imparti, l'écoulement de celui-ci étant matérialisé en haut de l'écran par un ensemble de barres verticales rouges devenant blanches au fur et à mesure des secondes écoulées. Quand la dernière barre rouge devient blanche, le jeu s'arrête pour reprendre au début du niveau. Ce système de temps n'est pas sans rappeler celui que l'on trouve dans le jeu Wonder Boy, à quelques différences près : dans Alex Kidd, le joueur peut gagner du temps non pas en ramassant des fruits mais des items spécifiques ; de plus ici, toucher un ennemi ou tomber dans un trou ne fait pas perdre une vie mais seulement accélérer l'écoulement du temps. Le seul moyen de perdre une vie est donc d'aboutir à un time up, ce qui peut survenir très rapidement si le joueur touche beaucoup d'ennemis.

### Capacités d'Alex Kidd
Contrairement au premier opus, Alex Kidd in Miracle World, le héros ne peut pas utiliser son poing pour frapper ses ennemis ni s'accroupir au sol. Au début de chaque niveau, il ne dispose d'aucune arme et ne peut que courir et sauter pour éviter les ennemis. Quand il récupère un item S (shot) ou US (ultra shot), Alex peut tuer certains ennemis à distance en envoyant une décharge en forme de nuage appelée tir à nuage (cloud shot en anglais).
Outre cette capacité qui lui est donnée de lancer des tirs, Alex peut courir, sauter et nager (uniquement dans le monde aquatique). L'item J (jump en anglais) lui permet de sauter plus haut que d'habitude, ce qui lui permet d'éviter plus facilement les ennemis mais a tendance à corser la jouabilité, la chute sur une plate-forme devant être davantage anticipée.
D'autres objets peuvent être récupérés au fil des niveaux par le personnage, mais ils n'ont d'autre utilité que d'augmenter le score du jeu, chacun rapportant 1 000 points : de l'argent, un « cadeau » (ainsi intitulé dans la notice) en forme de statuette, un miroir, un clown, un « osselet » en forme de poing.

## Développement

### Conception et production
La version arcade sortie en 1986 s'intitule Alex Kidd with Stella: The Lost Stars et se joue à deux joueurs, contrairement à la version sortie deux ans plus tard sur Master System.

### Bande son
Le compositeur de la musique de The Lost Stars est Hiroshi Miyauchi.

### Manuel d'utilisation
1. 1 2 3  Sega 1988, p. 7
2. ↑  Sega 1988, p. 8
3. ↑  Sega 1988, p. 15
4. ↑  Sega 1988, p. 23
5. ↑  Sega 1988, p. 25

### Autres références
1. ↑  « Test : Alex Kidd: The Lost Stars », sur Oldiesrising.com, 11 avril 2011 (consulté le 16 octobre 2016).
2. ↑  Test du jeu sur petitsboutsdezelle.fr.